# Masaaki Furukawa
Masaaki Furukawa (古川 昌明, Furukawa Masaaki, Chiba, 28 augustus 1968) is een Japans voormalig voetballer die als doelman speelde.

## Clubcarrière
Furukawa begon zijn carrière in 1989 bij Honda. Hij tekende in 1991 bij Honda Luminozo Sayama. Hij tekende in 1992 bij Kashima Antlers. Met deze club werd hij in 1996, 1998 en 2000 kampioen van Japan. In 9 jaar speelde hij er 125 competitiewedstrijden. In het seizoen 1998 kwam hij op huurbasis uit voor Avispa Fukuoka. Furukawa beëindigde zijn spelersloopbaan in 2000.

## Statistieken

### J.League
| Seizoen | Club            | Competitie | J.League | J.League | J.League Cup | J.League Cup | Totaal | Totaal |
| Seizoen | Club            | Competitie | Wed.     | Dlp.     | Wed.         | Dlp.         | Wed.   | Dlp.   |
| ------- | --------------- | ---------- | -------- | -------- | ------------ | ------------ | ------ | ------ |
| 1992    | Kashima Antlers | J1 League  | -        | -        | 5            | 0            | 5      | 0      |
| 1993    | Kashima Antlers | J1 League  | 36       | 0        | 3            | 0            | 39     | 0      |
| 1994    | Kashima Antlers | J1 League  | 34       | 0        | 1            | 0            | 35     | 0      |
| 1995    | Kashima Antlers | J1 League  | 26       | 0        | -            | -            | 26     | 0      |
| 1996    | Kashima Antlers | J1 League  | 15       | 0        | 4            | 0            | 19     | 0      |
| 1997    | Kashima Antlers | J1 League  | 5        | 0        | 6            | 0            | 11     | 0      |
| 1998    | Kashima Antlers | J1 League  | 9        | 0        | 0            | 0            | 9      | 0      |
| 1998    | Avispa Fukuoka  | J1 League  | 1        | 0        | 0            | 0            | 1      | 0      |
| 1999    | Kashima Antlers | J1 League  | 0        | 0        | 0            | 0            | 0      | 0      |
| 2000    | Kashima Antlers | J1 League  | 0        | 0        | 0            | 0            | 0      | 0      |
| Totaal  | Totaal          | Totaal     | 126      | 0        | 19           | 0            | 145    | 0      |